# Заборове
Заборове (пол. Zaborowie) — село в Польщі, у гміні Оронсько Шидловецького повіту Мазовецького воєводства.
Населення — 216 осіб (2011).
У 1975-1998 роках село належало до Радомського воєводства.

## Демографія
Демографічна структура станом на 31 березня 2011 року:
|          | Загалом | Допрацездатний вік | Працездатний вік | Постпрацездатний вік |
| -------- | ------- | ------------------ | ---------------- | -------------------- |
| Чоловіки | 105     | 29                 | 58               | 18                   |
| Жінки    | 111     | 30                 | 43               | 38                   |
| Разом    | 216     | 59                 | 101              | 56                   |